# Трутнов (окръг)
Окръг Трутнов (на чешки: Okres Trutnov) е един от 5-те окръга на Краловохрадецкия край на Чехия. Административен център е едноименният град Трутнов. Площта на окръга е 1146,78 km2, а населението – 120 058 жители. В окръга има 75 населени места, от които 12 града и 2 места без право на самоуправление.

## Градове
Двур Кралове над Лабем, Хостине, Янске Лазне, Пец под Снежкоу, Пилников, Ртине в Подкърконоши, Свобода над Упоу, Шпиндлерув Млин, Трутнов, Упице, Връхлаби и Жацлерж